# Perezia
Perezia là một chi thực vật có hoa trong họ Cúc (Asteraceae).

## Loài
Chi Perezia gồm các loài: